# Phymatidium delicatulum
Phymatidium delicatulum là một loài thực vật có hoa trong họ Lan. Loài này được Lindl. miêu tả khoa học đầu tiên năm 1833.

## Hình ảnh

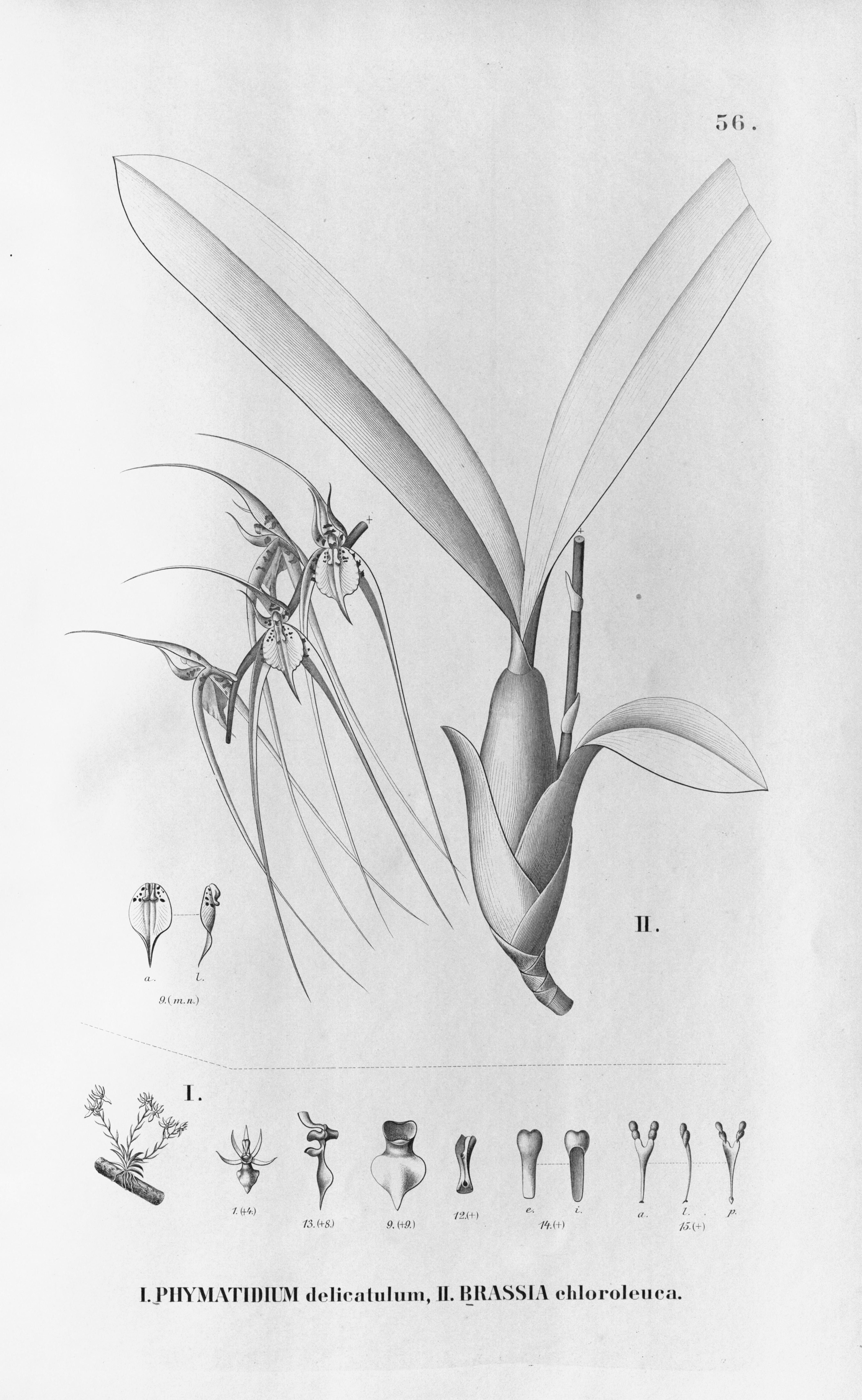